# Charles Dullin
Charles Dullin (Yenne, 8 maggio 1885 – Parigi, 11 dicembre 1949) è stato un attore e regista teatrale francese.

## Biografia
Nacque in una famiglia di origine aristocratica sabauda, iniziata con Louise Goybet (1753-1827), che sposò Dominique Dullin (1740-1810) nel 1766.
Ultimo nato di 19 figli del notaio Jacques Dullin d'Yenne (1821-1902), proprietario del castello di Châtelard, e di sua moglie Camille Vouthier (1844-1901), nonché primo cugino del deputato del Ducato di Savoia Jacques Replat e del senatore Pierre Dullin de Bornessant, suo padre era anche imparentato con François-Marie Vibert de Massingy, vescovo di Saint-Jean de Maurienne, e discendeva da re Luigi VIII attraverso il intermediario della Casa di Bavoz. Dopo gli studi al Petit Séminaire du Pont-de-Beauvoisin (Savoia) e una breve parentesi nel commercio, iniziò la sua carriera teatrale a Parigi nel 1903 al Théâtre des Gobelins e al Lapin Agile. Nel 1906 entrò a far parte della compagnia di André Antoine al Théâtre de l'Odéon. Nel 1910 passò al Théâtre des Arts sotto la direzione di Jacques Roucher, e ottenne il primo successo di critica per la sua interpretazione di Smerdiakov ne I fratelli Karamazov, nell'adattamento di Jacques Copeau diretto da Jean Rouché. Nell'ottobre del 1913, quando Copeau fondò il Théâtre du Vieux-Colombier, Dullin lo seguì divenendo il suo braccio destro. Le sue interpretazioni ne L'avaro di Molière e ne L'Echange di Paul Claudel ottennero un grande successo; riprese anche il ruolo di Smerdiakov ne I fratelli Karamazov, accanto a Louis Jouvet nel ruolo di Fëdor e a Copeau in quello di Ivan.
Allo scoppio della prima guerra mondiale Dullin partì volontario per il fronte. Al ritorno, riprese il sodalizio con Copeau al Garrick Theatre di New York, dove nel corso di due stagioni, fra il novembre 1917 e il giugno 1919, diedero ben 345 rappresentazioni.
Nel 1921 fondò una propria compagnia con il nome di Théâtre de l'Atelier, riprendendo gli insegnamenti di Copeau e mettendo in scena autori contemporanei come Marcel Achard e Armand Salacrou, e autori stranieri come Luigi Pirandello, senza escludere i classici come Shakespeare e Aristofane. Il suo allestimento di Volpone (1928) di Ben Jonson, adattamento di Jules Romains e Stefan Zweig) e de L'Avaro di Molière riscossero il plauso della critica.
Nel 1927, con Louis Jouvet, Gaston Baty e Georges Pitoëff, fondò il «Cartel des Quatre», per un teatro di qualità e non commerciale.
Fra il 1940 e il 1947 fu direttore del Théâtre de la Ville (già Théâtre Sarah-Bernhardt), per il quale nel 1943 curò l'allestimento de Le mosche di Jean-Paul Sartre. Si unì quindi alla compagnia del Théâtre Montparnasse, diretta da una delle sue allieve dell'Atelier, Marguerite Jamois.
Dullin fece parte, col Cartel des Quatre e insieme ad André Barsacq, Jean-Louis Barrault e Jean Vilar, del movimento di rinnovamento del teatro francese, che sfociò nel «teatro popolare decentralizzato». Rinomato per la qualità del suo insegnamento, basato sull'improvvisazione, il mimo e lo studio dei classici, ebbe come allievi, fra gli altri, Madeleine Robinson, Jean Marais, Étienne Decroux, Marcel Marceau, Jean Vilar, Jean-Louis Barrault, Roger Blin, Roland Petit, Jacques Dufilho e Alain Cuny.

## Teatrografia parziale

### Regie teatrali
Al Théâtre de l'Atelier
- 1922: La vita è sogno di Calderón de La Barca, adattamento di Alexandre Arnoux
- 1922: Il piacere dell'onestà di Pirandello (tradotto come: La Volupté de l'honneur)
- 1922: Antigone di Jean Cocteau
- 1923: Voulez-vous jouer avec moâ? di Marcel Achard
- 1924: Le veau gras di Bernard Zimmer
- 1924: Così è (se vi pare) di Pirandello (tradotta come: A chacun sa vérité)
- 1925: La Révolte di Villiers de l'Isle Adam
- 1926: La Comédie du bonheur adattamento di Fernand Nozière da Evreinov
- 1928: Gli uccelli di Bernard Zimmer da Aristofane
- 1928: Volpone di Ben Jonson, adattamento di Jules Romains e Stefan Zweig
- 1931: La quadratura del cerchio di Kataev
- 1932: Les Tricheurs di Stève Passeur
- 1933: Riccardo III di Shakespeare, adattamento di André Obey
- 1935: Le Faiseur di Simone Jollivet da Honoré de Balzac
- 1936: Le Camelot di Roger Vitrac
- 1937: Giulio Cesare di Shakespeare
- 1938: La Terre est ronde di Armand Salacrou
- 1939: Hamlet di Jules Laforgue

## Filmografia

### Attore
- Âmes d'orient, regia di Léon Poirier (1919)
- Le Secret de Rosette Lambert, regia di Raymond Bernard (1920)
- L'Homme qui vendit son âme au diable, regia di Pierre Caron (1921)
- Les Trois Mousquetaires, regia di Henri Diamant-Berger - cortometraggio (1921)
- Miracolo dei lupi (Le Miracle des loups), regia di Raymond Bernard (1924)
- Il giocatore di scacchi (Le Joueur d'échecs), regia di Raymond Bernard (1927)
- Maldone, regia di Jean Grémillon (1928)
- Cagliostro - Liebe und Leben eines großen Abenteurers, regia di Richard Oswald (1929)
- I miserabili (Les Misérables), regia di Raymond Bernard (1934)
- Mademoiselle Docteur, regia di Georg Wilhelm Pabst (1937)
- L'assassinio del corriere di Lione (L'Affaire du courrier de Lyon), regia di Claude Autant-Lara e Maurice Lehmann (1937)
- L'avventuriero di Venezia (Volpone), regia di Maurice Tourneur (1941)
- Le Briseur de chaînes, regia di Jacques Daniel-Norman (1941)
- Risorgere per amare (Les Jeux sont faits), regia di Jean Delannoy (1947)
- Legittima difesa (Quai des Orfèvres), regia di Henri-Georges Clouzot (1947)